# 北14線
北14線 車路崎－新庄子，是位於新北市的一條鄉道，北起新北市三芝區車路崎，南至新北市三芝區新庄子，全長2.901公里。

## 路線說明
新北市
- 三芝區：車路崎（起點，台2線岔路）→ 車新路 → 新庄子（終點，北13線岔路）

## 歷史沿革
| 北14線歷史沿革 | 北14線歷史沿革                                         | 北14線歷史沿革       |
| 年代           | 本編號沿革                                             | 本路線沿革           |
| -------------- | ------------------------------------------------------ | -------------------- |
| 1961年         | 北新莊－竹子湖12.49km                                  | 當時非公路系統       |
| 1968年         | 台北市合併陽明山管理局升格，原線路線不變改編北市14線。 | 當時非公路系統       |
| 1976年         | 改編101甲線（北新莊－竹子湖12.576km） 原線變空號       | 當時非公路系統       |
| 1983年         | 新編車新路為北14線。                                   | 新編車新路為北14線。 |

## 沿線地標、設施
- 三棧橋（跨越八連溪）

## 交會公路
- 台2線（起點）
- 北13線（終點）